# Duque de Caxias
Duque de Caxias (Aussprache: ˈduki dʒi kaˈʃiɐʃ), amtlich Município de Duque de Caxias, deutsch Herzog von Caxias, ist eine Großstadt im brasilianischen Bundesstaat Rio de Janeiro. Die Bevölkerung in Duque de Caxias wurde zum 1. Juli 2021 auf 929.449 Menschen geschätzt, die auf rund 467,3 km² (2021) leben. Sie ist damit nach Rio de Janeiro und São Gonçalo die drittbevölkerungsreichste Stadt des Bundesstaates. Die Stadt gehört zur Baixada Fluminense, einer Reihe von Vorstädten von Rio mit insgesamt etwa 3 Millionen Einwohnern.
Duque de Caxias gilt als eine der gefährlichsten Vorstädte Rio de Janeiros mit einer hohen Mordrate. Die lokale Polizei war mehrfach massiv in den Drogenhandel verwickelt. Am 7. Februar 2014 war die der Befriedung dienende Unidade de Polícia Pacificadora (UPP) massiv in die Favela Mangueirinha de Caxias eingedrungen.

## Geographie
Das Zentrum von Duque de Caxias liegt etwa 20 km nordwestlich von Rio de Janeiro. Benannt ist der Ort zu Ehren von Luís Alves de Lima e Silva, Herzog von Caxias, der in der Gegend geboren worden war. Der Ort liegt nordwestlich an der Guanabara-Bucht, verfügt aber nicht über Strände oder Häfen. Der südliche Teil geht nahtlos als Agglomerat in Rio de Janeiro über. Der nördliche Teil des 4. Distrikts (Distrito de Xerém) grenzt an das bergige Schutzgebiet Reserva Biológica do Tinguá an.

## Klima
Das Klima ist tropisch nach der Klimaklassifikation nach Köppen und Geiger Aw. Die Durchschnittstemperatur beträgt 23,2 °C. Die Winter sind trockener als die Sommer, die jährliche Niederschlagsmenge beträgt durchschnittlich 1299 mm.
|                   | Jan  | Feb  | Mär  | Apr  | Mai  | Jun  | Jul  | Aug  | Sep  | Okt  | Nov  | Dez  |   |      |
| Temperatur (°C)   | 26,3 | 26,3 | 25,6 | 23,7 | 21,9 | 20,8 | 20,2 | 20,9 | 21,5 | 22,4 | 23,6 | 24,9 | Ø | 23,2 |
| Niederschlag (mm) | 171  | 159  | 170  | 129  | 78   | 49   | 43   | 48   | 77   | 104  | 143  | 148  | Σ | 1299 |

## Geschichte
Erste Rodungen der Ländereien fanden um 1566 statt. 1931 wurde der Distrito de Caxias innerhalb von Nova Iguaçu gegründet und erhielt durch Ausgliederung am 31. Dezember 1943 das Selbstverwaltungsrecht.
2017 änderte das Instituto Brasileiro de Geografia e Estatística die Zuordnung zu geostatistischen Regionen und teilte die Gemeinde der Região geográfica imediata Rio de Janeiro und der Região geográfica intermediária Rio de Janeiro zu. Es gehört zudem zur Metropolregion Rio de Janeiro.

## Stadtverwaltung
Exekutive: Bei der Kommunalwahl 2016 wurde Washington Reis Stadtpräfekt (Bürgermeister) für die Amtszeit von 2017 bis 2020, der für den MDB angetreten war. Bei den Kommunalwahlen in Brasilien 2020 wurde er mit 52,55 % oder 212.354 der gültigen Stimmen wiedergewählt, Amtszeit 2021 bis 2024.
Die Legislative liegt bei einem Stadtrat (Câmara Municipal) aus 30 gewählten Stadtverordneten (vereadores) unter der Präsidentschaft ab 2017 von Sandro Ribeiro Pedrosa, bekannt als Sandro Lelis.

### Stadtgliederung

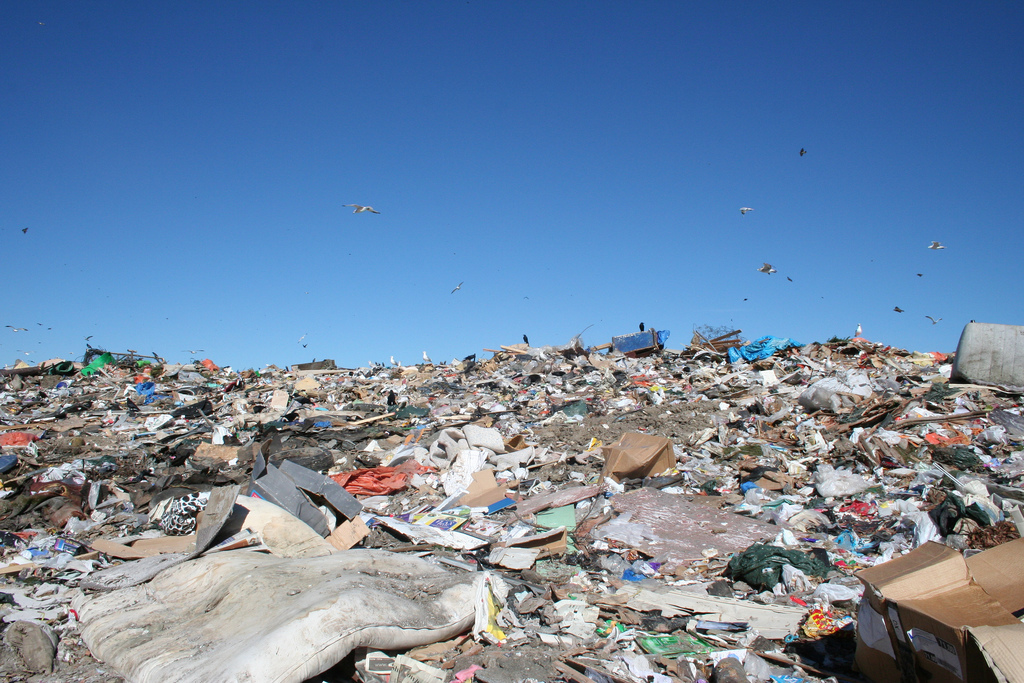
Müllhalde im Ortsteil Gramacho

Die Stadt besteht aus vier Distrikten und folgenden Stadtteilen, wobei der 1. und 2. Distrikt an die Guanabara-Bucht grenzen:
| | Distrikte                     |
| offizielle Bairros |                               |
| | 1. Distrikt (Duque de Caxias) |
| Bar dos Cavaleiros • Prainha • Carolina • Centro • Corte Oito • Doutor Laureano • Engenho do Porto • Gramacho • Jardim Gramacho • Jardim Leal • Jardim Olavo Bilac • Jardim 25 de Agosto • Lagunas e Dourados • Parque Beira Mar • Parque Centenário • Parque Duque • Parque Felicidade • Parque Lafaiete • Parque Paulicéia • Periquitos • Sarapuí • Vila Guanabara • Vila Itamarati • Vila Meriti • Vila Sarapui • Vila São Luiz • Vila São Sebastião |                               |
| | 2. Distrikt (Campos Elíseos)  |
| Cangulo • Chácaras Arcampo • Chácaras Rio-Petrópolis • Campos Elíseos • Cidade dos Meninos • Figueira • Graças • Jardim das Oliveiras • Jardim Glória • Jardim Primavera • Jardim Porangaba • Jardim Vila Nova • Jardim Vista Alegre • Jurema • Lote XV • Nossa Senhora do Carmo • Novo São Bento • Pantanal • Pilar • Parque Alvorada • Parque Eldorado • Parque Fluminense • Parque Muisa • Parque Nova Esperança • Parque Samirópolis • Reta do Bicão • São Bento • Santo Antônio • Saracuruna • Silva Cardoso • Vila Maria Helena • Vila São José • Vila Urussaí |                               |
| | 3. Distrikt (Imbariê)         |
| Barro Branco • Imbariê • Jardim Anhangá • Nova Campinas • Parada Angélica • Parada Morabi • Parque Equitativa • Parque Paulista • Santa Cruz da Serra • Santa Lúcia • Taquara |                               |
| | 4. Distrikt (Xerém)           |
| Café Torrado • Jardim Olimpo • Lamarão • Mantiquira • Parque Capivari • Santa Alice • Santo Izidro • Santo Antônio da Serra • Vila Bonança • Vila Canaã • Xerém |                               |

Bekannte Favelas sind: Vila Ideal, Lixão, Vila Operária, Dick, Jardim Botânico, Alzira Ramos, Barro Vermelho, Jardim Gramacho, Corte 8, Mangueirinha (Complexo da Mangueirinha de Caxias), Vai Quem Quer, Morro do Sapo, Santuário, Ana Clara, Beira-Mar, Prainha, Favelinha, Favelinha do Bilac, São Pedro, Guacha, Vila Sapê, Rodrigues Alves, Santa Lúcia, Parada Angélica, Parque das Missões, Parque Paulista, Nova Campinas, Dos Irmãos, Coreia, São Bento, Selvinha, Conjuntão, Rua 1, Celta, Cova do Boi oder Rua 7.

## Lebensstandard
Der Index der menschlichen Entwicklung für Städte, abgekürzt HDI (portugiesisch: IDH-M), lag 1991 bei dem niedrigen Wert von 0,506, im Jahr 2000 bei dem als mittel eingestuften Wert von 0,601, im Jahr 2010 bei dem hohen Wert von 0,711.

## Bistum Duque de Caxias
- Bistum Duque de Caxias

## Wirtschaft
Fábrica Nacional de Motores, ein Hersteller von Motoren und Kraftfahrzeugen, hat seinen Sitz in Duque de Caxias.

## Sport
Die Stadt hat zwei lokale Fußballvereine. Der Duque de Caxias FC stieg 2008 in die Série B, der zweithöchsten Spielklasse Brasiliens, auf. Der EC Tigres do Brasil wurde erst 2004 gegründet und nahm 2009 erstmals in der Ersten Division der Staatsmeisterschaft von Rio de Janeiro teil.

## Söhne und Töchter der Stadt
- Jorvan Vieira (* 1953), Fußballspieler
- Roberto Dinamite (1954–2023), Fußballspieler
- Lousiane Penha Souza Ziegler (* 1985), Volleyballspielerin
- Carlos Alexandre de Souza Silva, Spielerkurzname Carlão (* 1986), Fußballspieler
- Diego da Costa Lima (* 1988), Fußballspieler
- Patrícia Matieli (* 1988), Handballspielerin
- Rodrigo Junior Paula Silva (* 1988), Fußballspieler
- Alex Teixeira (* 1990), Fußballspieler
- Marlinho (* 1994), Fußballspieler
- Bruna Marquezine (* 1995), Model und Schauspielerin
- Marlon Santos (* 1995), Fußballspieler
- Matheus Souza (* 1995), Fußballspieler
- Hugo Souza (* 1999), Fußballspieler